# Danh sách đĩa nhạc của John Lennon
John Lennon là ca sĩ - nhạc sĩ người Anh và là thủ lĩnh ban nhạc The Beatles. Sự nghiệp solo của anh bắt đầu với album phòng thu John Lennon/Plastic Ono Band vào năm 1970, được phát hành sau khi The Beatles tan rã. Tuy nhiên trước đó anh còn có 3 album cộng tác với Yoko Ono theo phong cách experimental trong thập niên 1960.

## Album

### Album phòng thu
| Năm  | Album | Vị trí cao nhất | Vị trí cao nhất | Vị trí cao nhất | Vị trí cao nhất | Vị trí cao nhất | Vị trí cao nhất | Vị trí cao nhất | Vị trí cao nhất | Vị trí cao nhất | Vị trí cao nhất | Chứng chỉ                                                         |
| Năm  | Album | US              | UK              | AUS             | CAN             | FRA             | GER             | ITA             | JPN             | NLD             | NOR             | Chứng chỉ                                                         |
| ---- | --- | --------------- | --------------- | --------------- | --------------- | --------------- | --------------- | --------------- | --------------- | --------------- | --------------- | ----------------------------------------------------------------- |
| 1968 | Unfinished Music No. 1: Two Virgins (cùng Yoko Ono) - Hãng đĩa: Apple - Phát hành: 29 tháng 11 năm 1968                     | 124             | —               | —               | —               | —               | —               | —               | —               | —               | —               |                                                                   |
| 1969 | Unfinished Music No. 2: Life with the Lions (cùng Yoko Ono) - Hãng đĩa: Zapple - Phát hành: 9 tháng 5 năm 1969              | 174             | —               | —               | —               | —               | —               | —               | —               | —               | —               |                                                                   |
| 1969 | Wedding Album (cùng Yoko Ono) - Hãng đĩa: Apple - Phát hành: 7 tháng 11 năm 1969                                            | 178             | —               | —               | —               | —               | —               | —               | —               | —               | —               |                                                                   |
| 1970 | John Lennon/Plastic Ono Band - Hãng đĩa: Apple - Phát hành: 11 tháng 12 năm 1970                                            | 6               | 11              | 3               | 2               | —               | 39              | 8               | 5               | 1               | 4               | - RIAA: Vàng                                                      |
| 1971 | Imagine - Hãng đĩa: Apple - Phát hành: 9 tháng 9 năm 1971 (US) 8 tháng 10 năm 1971 (UK)                                     | 1               | 1               | 1               | 2               | 5               | 10              | 1               | 1               | 1               | 1               | - RIAA: 2× Bạch kim - BPI: Vàng                                   |
| 1972 | Some Time in New York City (cùng Yoko Ono) - Hãng đĩa: Apple - Phát hành: 12 tháng 6 năm 1972 (US) 15 tháng 9 năm 1972 (UK) | 48              | 11              | 10              | —               | —               | —               | 6               | 15              | —               | 2               |                                                                   |
| 1973 | Mind Games - Hãng đĩa: Apple - Phát hành: 16 tháng 11 năm 1973                                                              | 9               | 13              | 8               | 28              | —               | —               | 14              | 6               | 7               | 7               | - RIAA: Vàng - BPI: Vàng                                          |
| 1974 | Walls and Bridges - Hãng đĩa: Apple - Released: 4 tháng 10 năm 1974                                                         | 1               | 6               | 4               | 1               | —               | 41              | 11              | 14              | 16              | 3               | - RIAA: Vàng - BPI: Bạc                                           |
| 1975 | Rock 'n' Roll - Hãng đĩa: Apple - Phát hành: 21 tháng 2 năm 1975                                                            | 6               | 6               | 5               | 5               | 3               | 37              | 12              | 15              | —               | 9               | - RIAA: Vàng - BPI: Vàng                                          |
| 1980 | Double Fantasy (cùng Yoko Ono) - Hãng đĩa: Geffen - Phát hành: 17 tháng 11 năm 1980                                         | 1               | 1               | 1               | 1               | 2               | 2               | 6               | 2               | 4               | 1               | - RIAA: 3× Bạch kim - BPI: Bạch kim - SNEP: Bạch kim - BVMI: Vàng |
| 1984 | Milk and Honey (cùng Yoko Ono) - Hãng đĩa: Polydor - Phát hành: 27 tháng 1 năm 1984                                         | 11              | 3               | 4               | 15              | 10              | 20              | 16              | 3               | 4               | 7               | - RIAA: Vàng - BPI: Vàng - MC: Vàng                               |

### Album trực tiếp
| Năm                     | Album | Vị trí cao nhất | Vị trí cao nhất | Vị trí cao nhất | Vị trí cao nhất | Vị trí cao nhất | Vị trí cao nhất | Vị trí cao nhất | Vị trí cao nhất | Chứng chỉ    |
| Năm                     | Album | US              | UK              | AUS             | CAN             | FRA             | JPN             | NOR             | SWE             | Chứng chỉ    |
| ----------------------- | --- | --------------- | --------------- | --------------- | --------------- | --------------- | --------------- | --------------- | --------------- | ------------ |
| 1969                    | Live Peace in Toronto 1969 (cùng The Plastic Ono Band) - Hãng đĩa: Apple - Phát hành: 12 tháng 12 năm 1969 | 10              | —               | 7               | —               | —               | 29              | 19              | —               | - RIAA: Vàng |
| 1986                    | Live in New York City - Hãng đĩa: Parlophone, Capitol - Phát hành: 10 tháng 2 năm 1986                     | 41              | 55              | 66              | 33              | 33              | 13              | —               | 12              | - RIAA: Vàng |
| "—" không được xếp hạng | |                 |                 |                 |                 |                 |                 |                 |                 |              |

### Album tuyển tập
| 1975                    | Shaved Fish - Hãng đĩa: Apple - Phát hành: 24 tháng 10 năm 1975                                                                        | 12  | 8   | 8  | 5  | 70 | 37 | 22 | 5  | 9  | 28 | - RIAA: Bạch kim - BPI: Vàng                                                                                          |
| 1982                    | The John Lennon Collection - Hãng đĩa: Parlophone, Geffen Records (US) - Phát hành: 1 tháng 11 năm 1982 (UK), 8 tháng 11 năm 1982 (US) | 33  | 1   | 1  | —  | 29 | 62 | 8  | 32 | 1  | 4  | - RIAA: 3× Bạch kim - BPI: 3× Bạch kim - IFPI AUT: Vàng - MC: Vàng - SNEP: Bạch kim - IFPI NOR: Vàng                  |
| 1986                    | Menlove Ave. - Hãng đĩa: Parlophone - Phát hành: 3 tháng 11 năm 1986                                                                   | 127 | —   | —  | —  | 92 | —  | 32 | —  | —  | —  | |
| 1988                    | Imagine: John Lennon - Hãng đĩa: Parlophone - Phát hành: 10 tháng 10 năm 1988                                                          | 31  | 64  | 14 | —  | —  | —  | 14 | —  | —  | —  | - RIAA: Vàng - BPI: Vàng - MC: Bạch kim - IFPI SWI: Vàng                                                              |
| 1990                    | Lennon - Hãng đĩa: Parlophone - Phát hành: 30 tháng 10 năm 1990                                                                        | —   | —   | 39 | —  | —  | —  | 53 | —  | —  | —  | - RIAJ: Bạch kim |
| 1997                    | Lennon Legend: The Very Best of John Lennon - Hãng đĩa: Parlophone - Phát hành: 27 tháng 10 năm 1997 (UK), 24 tháng 2 năm 1998 (US)    | 65  | 4   | 37 | 5  | 86 | 11 | 46 | 85 | 39 | 28 | - RIAA: Bạch kim - BPI: 3× Bạch kim - ARIA: 4× Bạch kim - IFPI AUT: Vàng - MC: Bạch kim - RIAJ: Vàng - IFPI SWI: Vàng |
| 1998                    | John Lennon Anthology - Hãng đĩa: Capitol/EMI - Phát hành: 2 tháng 11 năm 1998                                                         | 99  | 64  | —  | —  | 86 | —  | 30 | —  | —  | —  | - RIAA: Vàng |
| 1998                    | Wonsaponatime - Hãng đĩa: Capitol/EMI - Phát hành: 2 tháng 11 năm 1998                                                                 | —   | 76  | 83 | —  | —  | —  | 57 | —  | —  | —  | |
| 2001                    | Instant Karma: All-Time Greatest Hits - Hãng đĩa: Timeless/Traditions Alive Music - Phát hành: 1 tháng 2 năm 2002                      | —   | —   | —  | —  | —  | —  | —  | —  | —  | —  | |
| 2004                    | Acoustic - Hãng đĩa: Capitol/EMI - Phát hành: 1 tháng 11 năm 2004                                                                      | 31  | 133 | —  | —  | —  | —  | 23 | —  | —  | —  | |
| 2005                    | Peace, Love & Truth - Hãng đĩa: EMI - Phát hành: ngày 4 tháng 8 năm 2005                                                               | —   | —   | —  | —  | —  | —  | —  | —  | —  | —  | |
| 2005                    | Working Class Hero: The Definitive Lennon - Hãng đĩa: Parlophone/Capitol/EMI - Phát hành: 3 tháng 10 năm 2005                          | 135 | 11  | —  | 22 | —  | 44 | 39 | 52 | 13 | 17 | - BPI: Vàng - MC: Vàng                                                                                                |
| 2006                    | The U.S. vs. John Lennon - Hãng đĩa: Parlophone/EMI/Capitol - Phát hành: 25 tháng 9 năm 2006                                           | —   | —   | —  | —  | —  | —  | —  | —  | —  | —  | |
| 2006                    | Remember (phát hành bởi Starbucks) - Hãng đĩa: EMI/Starbucks - Phát hành: 2006                                                         | 44  | —   | —  | —  | —  | —  | —  | —  | —  | —  | |
| 2010                    | Gimme Some Truth - Hãng đĩa: EMI/Capitol - Phát hành: 5 tháng 10 năm 2010                                                              | 196 | —   | —  | —  | —  | —  | 71 | —  | —  | —  | |
| 2010                    | Power to the People: The Hits - Hãng đĩa: EMI/Capitol - Phát hành: 5 tháng 10 năm 2010                                                 | 24  | 15  | 10 | 16 | 7  | 33 | 25 | 64 | —  | 33 | |
| 2010                    | John Lennon Signature Box - Hãng đĩa: EMI/Capitol - Phát hành: 5 tháng 10 năm 2010                                                     | 148 | —   | —  | —  | —  | 30 | 21 | 88 | 23 | 40 | |
| "—" không được xếp hạng | |     |     |    |    |    |    |    |    |    |    | |

## Đĩa đơn
| 1969                                 | "Give Peace a Chance" (Plastic Ono Band)                                                                        | 14  | 2  | 6  | 2  | 8  | 4  | 81 | 1  | 11 | —  |                          | không nằm trong album                  |
| 1969                                 | "Cold Turkey" (Plastic Ono Band)                                                                                | 30  | 12 | 25 | —  | 30 | —  | 91 | —  | —  | —  |                          | không nằm trong album                  |
| 1970                                 | "Instant Karma!" (Lennon/Ono cùng the Plastic Ono Band)                                                         | 3   | 5  | 6  | 4  | 2  | 7  | 58 | 7  | 9  | 31 | - RIAA: Vàng             | không nằm trong album                  |
| 1970                                 | "Mother" | 43  | —  | 57 | 9  | 12 | 26 | 30 | 10 | —  | 3  |                          | John Lennon/Plastic Ono Band           |
| 1971                                 | "Power to the People" (John Lennon / Plastic Ono Band)                                                          | 11  | 6  | 21 | 11 | 4  | 7  | 66 | 4  | 3  | 5  |                          | không nằm trong album                  |
| 1971                                 | "Imagine" | 3   | —  | 1  | —  | 1  | 7  | 14 | 5  | 6  | 5  |                          | Imagine                                |
| 1971                                 | "Happy Xmas (War Is Over)" (John & Yoko/Plastic Ono Band cùng the Harlem Community Choir)                       | —   | 2  | 9  | —  | 43 | 45 | 30 | 7  | 3  | —  |                          | không nằm trong album                  |
| 1972                                 | "Woman Is the Nigger of the World" (John Lennon / Plastic Ono Band with Elephant's Memory và Invisible Strings) | 57  | —  | —  | —  | 73 | —  | 38 | —  | —  | —  |                          | Some Time in New York City             |
| 1973                                 | "Mind Games" | 18  | 26 | 16 | —  | 11 | 37 | 46 | 16 | —  | —  |                          | Mind Games                             |
| 1974                                 | "Whatever Gets You thru the Night" (John Lennon cùng the Plastic Ono Nuclear Band)                              | 1   | 36 | 34 | —  | 2  | 42 | 72 | 21 | —  | —  |                          | Walls and Bridges                      |
| 1974                                 | "#9 Dream" | 9   | 23 | —  | —  | 35 | —  | 97 | —  | —  | —  |                          | Walls and Bridges                      |
| 1975                                 | "Stand by Me"                                                                                                   | 20  | 30 | 61 | 19 | 13 | 22 | 74 | —  | —  | —  |                          | Rock 'n' Roll                          |
| 1975                                 | "Ya Ya" | —   | —  | —  | —  | —  | 47 | —  | —  | —  | —  |                          | Rock 'n' Roll                          |
| 1975                                 | "Imagine" | —   | 6  | —  | —  | —  | —  | —  | —  | —  | —  |                          | Shaved Fish                            |
| 1980                                 | "(Just Like) Starting Over"                                                                                     | 1   | 1  | 1  | 1  | 1  | 4  | 37 | 14 | 2  | 1  | - RIAA: Vàng - BPI: Vàng | Double Fantasy                         |
| 1981                                 | "Woman" | 2   | 1  | 4  | 3  | 1  | 4  | —  | 11 | 5  | 2  | - RIAA: Vàng - BPI: Bạc  | Double Fantasy                         |
| 1981                                 | "Imagine" | —   | 1  | 43 | 4  | —  | —  | —  | 5  | 3  | 2  | - BPI: Bạch kim          | Imagine                                |
| 1981                                 | "Watching the Wheels"                                                                                           | 10  | 30 | 45 | 12 | 3  | 46 | —  | —  | —  | 6  |                          | Double Fantasy                         |
| 1981                                 | "I Saw Her Standing There" (Elton John Band cùng John Lennon và the Muscle Shoals Horns)                        | —   | 40 | 81 | —  | —  | —  | —  | —  | 8  | —  |                          | 28th November 1974 (EP của Elton John) |
| 1981                                 | "Happy Xmas (War Is Over)" (John & Yoko/Plastic Ono Band cùng the Harlem Community Choir)                       | —   | 28 | 77 | —  | —  | —  | —  | 2  | —  | —  |                          | không nằm trong album                  |
| 1982                                 | "Love" | —   | 41 | 94 | —  | —  | —  | —  | —  | —  | —  |                          | The John Lennon Collection             |
| 1984                                 | "Nobody Told Me"                                                                                                | 5   | 6  | 6  | —  | 4  | 55 | —  | 13 | 7  | —  |                          | Milk and Honey                         |
| 1984                                 | "Borrowed Time"                                                                                                 | 108 | 32 | —  | —  | —  | —  | —  | —  | —  | —  |                          | Milk and Honey                         |
| 1984                                 | "I'm Stepping Out"                                                                                              | 55  | 88 | —  | —  | —  | —  | —  | —  | —  | —  |                          | Milk and Honey                         |
| 1984                                 | "Every Man Has a Woman Who Loves Him"                                                                           | —   | —  | —  | —  | —  | —  | —  | —  | —  | —  |                          | Every Man Has a Woman                  |
| 1985                                 | "Jealous Guy"                                                                                                   | 80  | 65 | —  | —  | —  | —  | —  | —  | —  | —  |                          | Imagine                                |
| 1988                                 | "Imagine" | —   | 45 | 21 | —  | —  | —  | —  | —  | —  | —  |                          | Imagine: John Lennon                   |
| 1997                                 | "(Just Like) Starting Over"                                                                                     | —   | —  | —  | —  | —  | —  | 40 | —  | —  | —  | - RIAJ: Vàng             | Lennon Legend                          |
| 1997                                 | "Love" | —   | —  | —  | —  | —  | —  | 58 | —  | —  | —  | - RIAJ: Vàng             | Lennon Legend                          |
| 1999                                 | "Imagine" | —   | 3  | —  | —  | —  | —  | —  | 56 | —  | —  |                          | Imagine                                |
| 2003                                 | "Happy Xmas (War Is Over)" (John & Yoko/Plastic Ono Band cùng the Harlem Community Choir)                       | —   | 33 | —  | —  | —  | —  | —  | 78 | —  | —  |                          | không nằm trong album                  |
| "—" không phát hành tại quốc gia này | |     |    |    |    |    |    |    |    |    |    |                          |                                        |

## Video âm nhạc
| Năm  | Ca khúc                     |
| ---- | --------------------------- |
| 1969 | "Give Peace a Chance"       |
| 1969 | "Cold Turkey"               |
| 1970 | "Working Class Hero"        |
| 1970 | "Mother"                    |
| 1971 | "Imagine"                   |
| 1971 | "Happy Xmas (War Is Over)"  |
| 1973 | "Mind Games"                |
| 1975 | "Stand by Me"               |
| 1980 | "(Just Like) Starting Over" |
| 1981 | "Watching the Wheels"       |
| 1981 | "Woman"                     |
| 1982 | "Love"                      |

## Cộng tác và hợp tác sản xuất
| Năm  | Album/đĩa đơn                                           | Hợp tác                           | Ghi chú                                                                                               |
| ---- | ------------------------------------------------------- | --------------------------------- | --- |
| 1962 | B-side: "I've Just Fallen for Someone"                  | Johnny Gentle                     | không ghi đồng sáng tác                                                                               |
| 1967 | "We Love You"                                           | The Rolling Stones                | hát nền, sắc-xô, tay vỗ                                                                               |
| 1970 | Yoko Ono/Plastic Ono Band                               | Yoko Ono                          | sản xuất, guitar                                                                                      |
| 1971 | "God Save Oz" / "Do the Oz"                             | Bill Elliot và Elastic Oz Band    | sáng tác và hát trong "Do the Oz"                                                                     |
| 1971 | Fly                                                     | Yoko Ono                          | sản xuất, guitar, piano, organ                                                                        |
| 1972 | The Pope Smokes Dope                                    | David Peel và The Lower East Side | sản xuất                                                                                              |
| 1972 | Elephant's Memory                                       | Elephant's Memory                 | sản xuất, guitar, hát nền                                                                             |
| 1973 | Approximately Infinite Universe                         | Yoko Ono                          | sản xuất, guitar, hát nền                                                                             |
| 1973 | Ringo                                                   | Ringo Starr                       | sáng tác, piano và hát bè trong "I'm the Greatest"                                                    |
| 1973 | Feeling the Space                                       | Yoko Ono                          | sản xuất, guitar trong"She Hits Back" và "Woman Power"                                                |
| 1973 | "Too Many Cooks (Spoil the Soup)"                       | Mick Jagger                       | sản xuất                                                                                              |
| 1974 | A Toot and a Snore in '74                               | Nhiều nghệ sĩ (bootleg)           | Lennon thu nháp cùng Paul McCartney và nhiều nghệ sĩ khác                                             |
| 1974 | Pussy Cats                                              | Harry Nillson                     | sản xuất, đồng sáng tác "Mucho Mungo/Mt. Elga"                                                        |
| 1974 | Caribou                                                 | Elton John                        | sắc-xô trong "The Bitch Is Back"                                                                      |
| 1974 | Goodnight Vienna                                        | Ringo Starr                       | sáng tác, hát, piano trong ca khúc nhan đề, guitar trong "All by Myself" và"Only You (And You Alone)" |
| 1974 | "Lucy in the Sky with Diamonds" / "One Day (At a Time)" | Elton John                        | guitar, hát nền                                                                                       |
| 1974 | John Dawson Winter III                                  | Johnny Winter                     | đồng sáng tác "Rock and Roll People"                                                                  |
| 1975 | Two Sides of the Moon                                   | Keith Moon                        | sáng tác "Move Over Ms. L"                                                                            |
| 1975 | Young Americans                                         | David Bowie                       | hát, guitar, hát nền trong "Across the Universe" và "Fame" (đồng sáng tác)                            |
| 1976 | Ringo's Rotogravure                                     | Ringo Starr                       | sáng tác, piano trong "Cookin' (In the Kitchen of Love)"                                              |
| 1980 | "I'm Losing You", "I'm Moving On"                       | Cheap Trick                       | sáng tác, hát nền ("I'm Losing You" được phát hành trong John Lennon Anthology)                       |